# Emergency Room
Emergency Room er et formatkunstprojekt af Thierry Geoffroy, der ændrer sig hver 24. time. Projektet har bl.a. været aktiveret i København i Kunsthallen Nikolaj, i Berlin, PS1/MOMA og Athen. 
Projektet er for kunstnere, som ønsker at engagere sig i den aktuelle debat. Emergency Room er et udstillingsrum, hvor kunstnere inviteres til at bidrage med kunstværker, som er nutidige og kommenterende på aktuelle sociale spørgsmål. Gennem Emergency Room har kunstnerne mulighed for at kommentere hver dag og derved være en hotline for offentligheden og massemedierne.
Mekanismerne i projekterne har været de samme, uanset tid og sted, som følge a principperne bag formatkunst. Emergency Room er et stykke arkitektur og en række regler for dagsaktuelle kunstudstillinger. Formatet stimulerer deltagende kunstnere til indenfor en deadline at udtrykke sig om dagsaktuelle begivenheder – emergencies. Kunstnerne tilslutter sig inden deltagelse en række regler; bl.a. at værker skal indleveres hver dag kl. 12.30 hvor udstillingen i Emergency Room skifter.

## Kunstnerisk tilgang
Emergency Room vælger bevidst at blande forskellige æstetikker. F.eks. blandes Cross-media kunstnere med abstrakte malere og billedhuggere. Emergency Room´s grundlægger Thierry Geoffroy beskriver Emergency Room som et kunstnerisk format, hvor kunstnere kan træne deres "bevidstheds-muskel" og give dem mulighed for at arbejde i et miljø, hvor eksperimenter og kunstnerisk vovemod hilses velkommen.
Kunstnerne vil udvikle sig og udvikle nye uventede metoder og kunstformer, som derved resulterer i ændringer hos deltagerne og i æstetikken som helhed.
Ofte fremkommer der meget provokerende værker, som forholder sig til samtidens sociale aspekter og giver udtryk for kunstnerens egen holdning. Flere Emergency Room deltagere har opnået international bevågenhed, både i form af begejstring og forargelse.

## Udstillinger
Emergency Room har afholdt udstillinger i:
- 2006, København
- 2006, Berlin
- 2007, Athen
- 2007, New York
- 2008, Paris
- 2009, Napoli
- 2009, Hanoi
- 2011, Wroclaw

## Danske kunstnere og Emergency Room
Flere danske kunstnere har deltaget i Emergency Room projekter og udstillinger. Udvalgte danske kunstnere, som har deltaget i Emergency Room:
- John Kørner
- Kristian von Hornsleth
- Nadia Plesner
- Niels Bonde
- Peter Lind
- Peter Ravn
- Søren Dahlgaard
- Thierry Geoffroy